# Franz Meyerheim

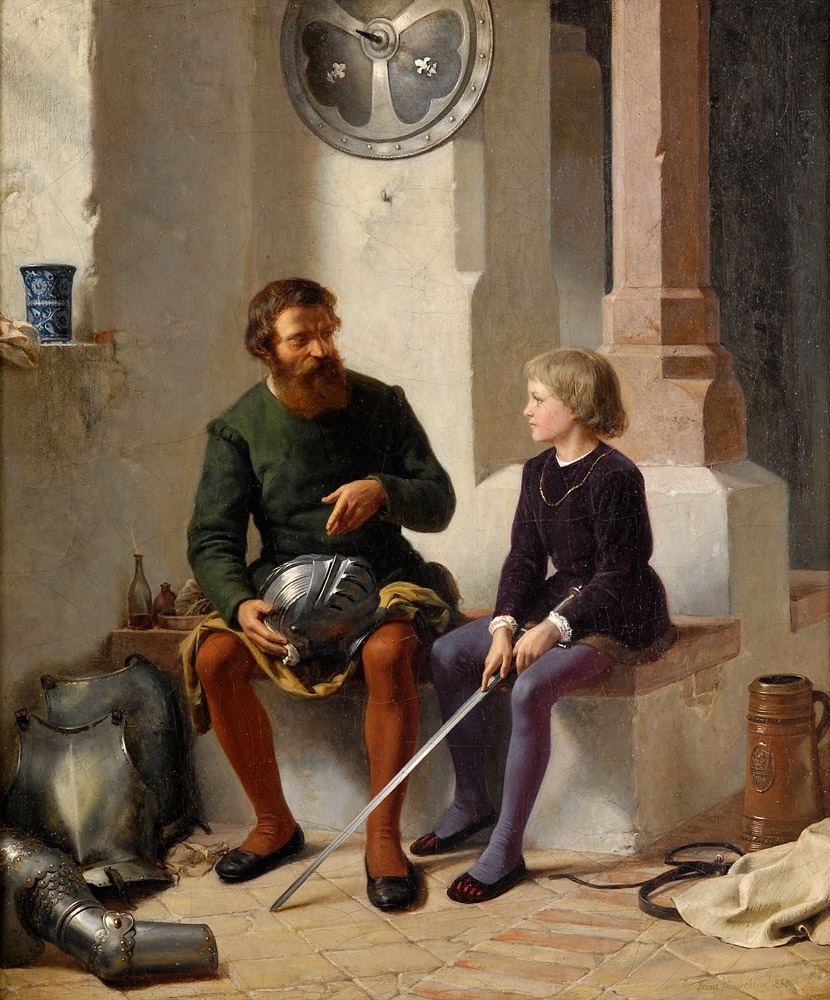
Die neue Rüstung, 1858

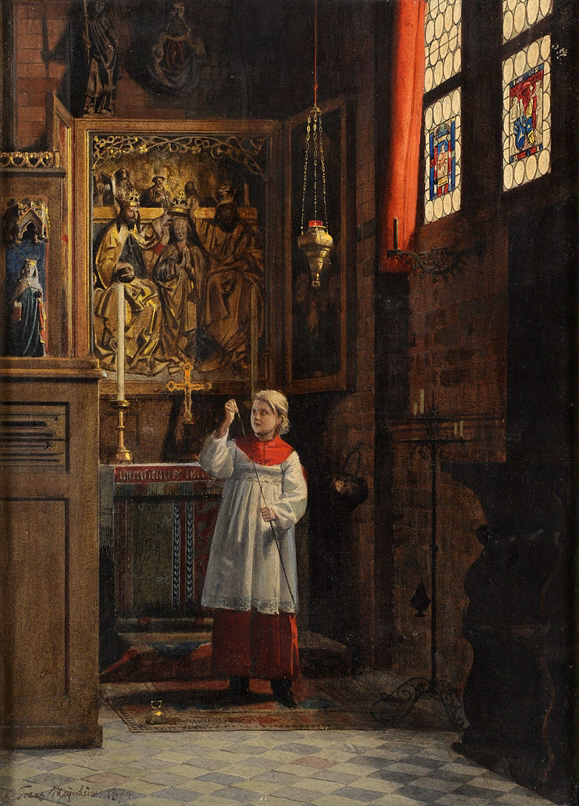
Der Messdiener, 1874

Franz Meyerheim (* 10. Oktober 1838 in Berlin; † 5. April 1880 in Marburg) war ein deutscher Maler.

## Leben
Meyerheim war der Sohn des Malers Friedrich Eduard Meyerheim; sein Bruder war der Maler Paul Friedrich Meyerheim. Die Maler Wilhelm und Hermann Meyerheim waren seine Onkel väterlicherseits.
Seinen ersten künstlerischen Unterricht bekam Meyerheim (zusammen mit seinem Bruder) durch seinen Vater. Mit 16 Jahren kam Meyerheim 1854 an die Kunstakademie seiner Heimatstadt und wechselte vier Jahre später an die Kunstakademie Düsseldorf. Neben Hessen und Tirol bereiste Meyerheim auch Belgien, Italien und die Schweiz.
Er malte Genreszenen aus dem Alltag, verlegte sie aber häufig ins Mittelalter oder entnahm sie der Märchenwelt. Er wurde an der Berliner Akademie Lehrer für anatomisches Zeichnen, diese Stellung musste er 1878 krankheitsbedingt aufgeben. Im Alter von nicht ganz 42 Jahren starb Franz Meyerheim am 5. April 1880 in Marburg.
Vom Publikum wie auch von der offiziellen Kunstkritik wurden die Werke Meyerheims gelobt und gerade wegen ihrer zarten Eleganz geschätzt.

## Werke (Auswahl)
- Der Waffenputzer (1856)
- Die neue Rüstung (1858)
- Kinder und Katze (1859)
- Mutterliebe (1862)
- Die Liebeskranke (1866)
- Die junge Mutter (1866)
- Hessische Bauernfamilie (1868)
- Schneewittchen (1870)
- Dornröschen (1870)
- Der Messdiener (1874)
- Musikalisches Trio
- Mutterfreude (1871, Öl auf Holz, 28,5 × 21 cm), Gemäldegalerie der Akademie der bildenden Künste Wien